# Ошорхел (Клуж)
Ошорхел (рум. Oșorhel) насеље је у Румунији у округу Клуж у општини Бобална. Oпштина се налази на надморској висини од 322 m.

## Становништво
Према подацима из 2002. године у насељу је живело 113 становника, од којих су сви румунске националности.